# Тручас-Пик
Тручас-Пик, англ. Truchas Peak (часто называемый Южный Тручас-Пик, англ. South Truchas Peak) — вторая по высоте (3962 метра) после Уилер-Пик вершина штата Нью-Мексико, США.

## География
Тручас-Пик находится в горах Сангре-де-Кристо, в 42 километрах к северо-востоку от Санта-Фе, в пустыне Пекос (англ.), входящей в состав Национального леса Санта-Фе (англ.). Северный склон горы граничит с Национальным лесом Карсон. Это самая высокая точка в округах Рио-Арриба и Мора. Это также самая южная вершина в континентальной части Соединённых Штатов.
Тручас-Пик представляет собой небольшой горный массив, простирающийся с севера на юг, с четырьмя идентифицируемыми вершинами: Северный Тручас-Пик (англ. North Truchas Peak), Средний Тручас-Пик (англ. Middle Truchas Peak), «Медио Тручас-Пик» (англ. Medio Truchas Peak, неофициальное название) и самый высокий Южный Тручас-Пик (англ. South Truchas Peak). Из вспомогательных вершин только Северный Тручас-Пик (3971 метр) имеет достаточную топографическую известность (относительная высота около 190 метров), чтобы считаться независимой вершиной.
Тручас-Пик лежит на водоразделе между Рио-Гранде и рекой Пекос.
Местность труднопроходима, и добраться до вершины за один день сложно. Тропа «Skyline» (маршрут номер 251) пересекает восточные склоны на высоте около 3660 метров и ведёт к озёрам Тручас, группе небольших озёр, расположенных в каре ниже южной стороны Северного Тручас-Пика.

## Этимология
Название горы происходит от испанского las truchas, означающего «форель» во множественном числе.